# Ormosia diplotergata
Ormosia diplotergata är en tvåvingeart som beskrevs av Alexander 1928. Ormosia diplotergata ingår i släktet Ormosia och familjen småharkrankar.
Artens utbredningsområde är Taiwan. Inga underarter finns listade i Catalogue of Life.